# Chicago Federal Building

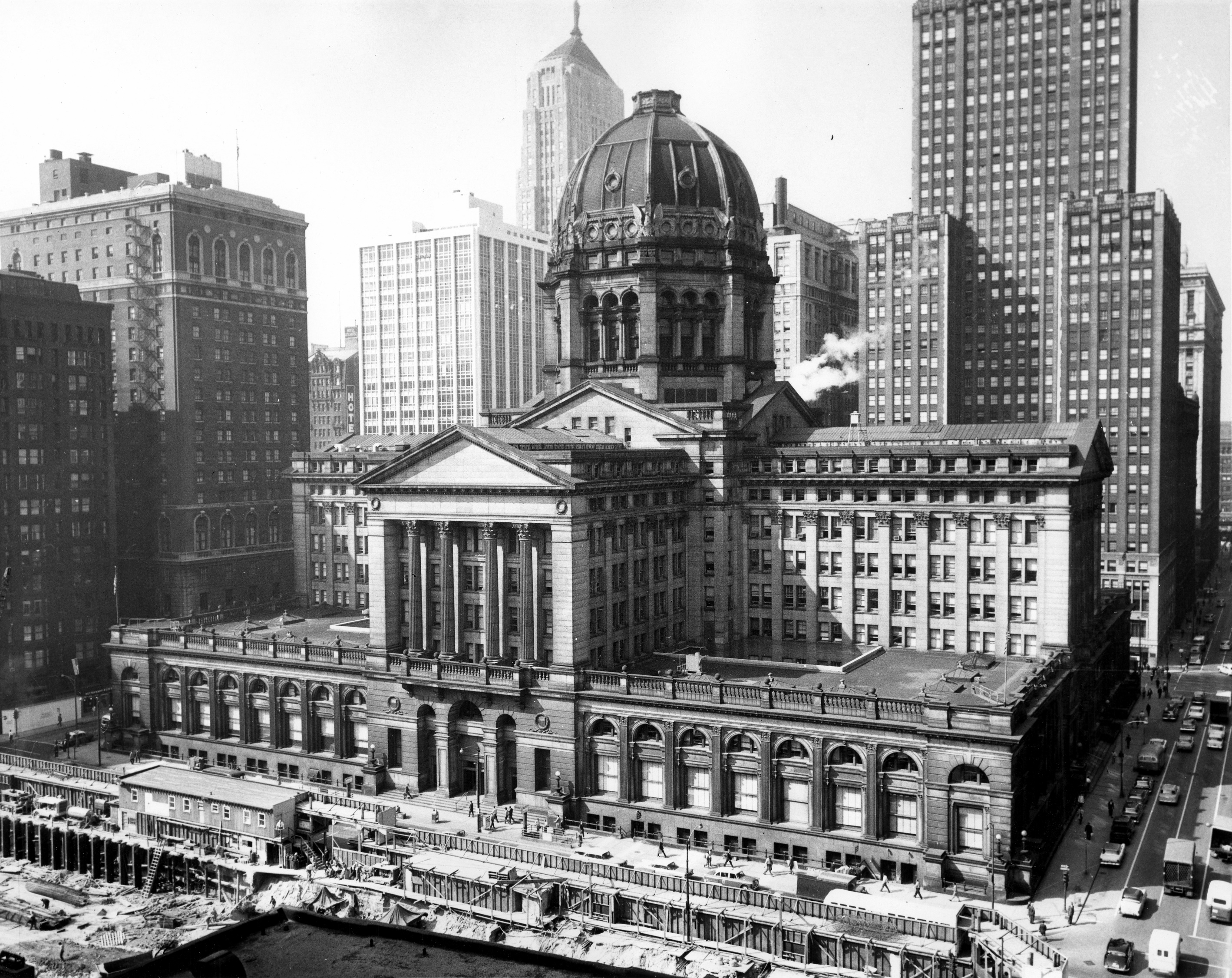
Le Chicago Federal Building.

Le Chicago Federal Building était un bâtiment situé dans le centre de Chicago, dans l'État de l'Illinois aux États-Unis. Il a été construit de 1898 à 1905 et abritait plusieurs services gouvernementaux dont le siège du tribunal fédéral de la région du Midwest, le bureau de poste principal de Chicago, et possédait également des bureaux du gouvernement des États-Unis. Un bâtiment gouvernemental datant de 1879 se trouvait autrefois sur l'emplacement du Chicago Federal Building et fut démoli pour faire place au nouveau bâtiment. Le bâtiment a été conçu par l'architecte Henry Ives Cobb dans le style Beaux-Arts. En le regardant du ciel, l'édifice ressemblait à une croix grecque.
Le Chicago Federal Building se composait de seize étages (pour une hauteur totale de 100 m), dont huit étages constituaient son gigantesque dôme. L'édifice se composait également d'un sous-sol. La fondation était soutenue par des pilotis en bois de 72 pieds en dessous du niveau de la rue.
Plus de 2 000 000 de dollars ont été consacrés à la décoration intérieure du bâtiment fédéral de Chicago. L'intérieur a été inspiré par l'architecture impériale romaine avec un style romain pour le dôme. La rotonde de 30,48 m de diamètre était plus importante que celle du Capitole des États-Unis,. Le bâtiment fédéral était également le plus haut bâtiment de style Capitol construit à Chicago, à l'exception des bâtiments de l'Exposition universelle de 1893 tels que l'Administration Building qui furent tous démolis après l'événement. Sous le dôme, il y avait un grand espace public avec des étages séparés autour du périmètre.
Le bâtiment a été démoli en 1965, et le Kluczynski Federal Building, conçu par l'architecte Ludwig Mies van der Rohe, a été construit à sa place.